# Al-Mada'ini
Abū l-Ḥasan ʿAlī b. Muḥammad b. ʿAbd Allāh b. Abī Sayf al-Madāʾinī (in arabo  ﺍﺑﻮ ﺍﻟﺤﺴﻦ ﻋﻠﻲ ﺑﻦ ﻣﺤﻤﺪ ﺑﻦ ﻋﺒﺪ الله ﺑﻦ ﺍﺑﻲ ﺳﻴﻒ المدائني‎?; Bassora, 752 – Baghdad, 840 circa) è stato uno storico e letterato arabo.
Personalità tra le più note e stimate della nascente storiografia arabo-islamica, al-Madāʾinī era un mawlā di ʿAbd al-Raḥmān ibn Samura, Compagno del Profeta Maometto e la conoscenza dell'ambiente natale di Maometto gli offrirà materiale adeguato per concepire un libro sui Banū Quraysh, la tribù cui apparteneva il Profeta.

Al-Madāʾinī si trasferì in una data imprecisata dalla natìa Baṣra ad al-Madāʾin, nell'attuale Iraq, a poca distanza da Baghdad ed è questo il motivo della sua nisba.
Autore di oltre 200 opere, se si eccettuano il Kitāb al-Murdifāt min Quraysh e di due sole sezioni (juzʿ) del Kitāb al-Taʿāzī, nessun'altra è giunta direttamente fino a noi. Per il diffuso fenomeno del ricorso all'epitome e alla rispettosa riproposizione da parte di un autore di quanto egli riteneva fosse degno di essere ricordato e tramandato delle generazioni precedenti di studiosi, gran parte del materiale più significativo di al-Madāʾinī è stato però fortunatamente fagocitato da storici e letterati musulmani delle successive epoche, dandoci modo di ricostruire correttamente parti non trascurabili dei suoi lavori e di usarle per illuminare i primi periodi della storia islamica, particolarmente scarni sotto il profilo quantitativo e, spesso, anche qualitativo.
La sua metodologia di lavoro gli faceva privilegiare le notizie (khabar, pl. akhbār) che gli fossero pervenute attraverso una catena (silsila) di trasmettitori affidabili, precorrendo in tal modo la successiva fortuna dei muḥaddithūn, che trasmettevano informazioni di sapore giuridico (ma, appunto, anche storico) ricorrendo a una silsila di tradizionisti che precedeva e garantiva la veridicità della notizia (che costituiva il "corpo" della stessa, il matn).
Pur privilegiando le discipline storiche (per le quali egli si avvalse dei lavori di chi l'aveva preceduto, tra cui ʿAwāna b. al-Ḥakam o Abū Mikhnat Lūṭ) al-Madāʾinī si occupò anche di adab, di poesia, di zoologia e di botanica, in qualche modo affiancandosi al suo grande contemporaneo al-Jāḥiẓ, riscuotendo un generalizzato consenso da parte dei suoi lettori.